# Zepter International

Uma loja da Zepter em Mônaco

A Zepter International é uma empresa global, que produz, vende e distribui bens de consumo ao redor do mundo, principalmente por meio de venda direta, e também através de lojas. Os produtos da Zepter são fabricados em sete fábricas da Zepter sediadas na Alemanha, na Itália e na Suíça.
Foi fundada em Linz, na Áustria, em 1986, por seu fundador Philip Zepter, um empresário e emigrante da Iugoslávia (atual Sérvia). 

## Desenvolvimento
A Zepter International começou a distribuir em todo o mundo utensílios de cozinha e talheres de aço inoxidável, fabricados na própria planta em Milão, Itália. Em 1996, o Grupo Zepter adquiriu duas empresas, sediadas na Suíça, e assim se desdobrou em mercados de dispositivos médicos para terapia da luz (através da compra da Bioptron AG, Wollerau) e cosméticos (através da Intercosmetica Neuchâtel SA, Neuchâtel).
Após estes investimentos, a empresa mudou sua sede para a Suíça. Mais tarde a Zepter Finance Holding AG foi fundada, providenciando serviços nas áreas de previdência privada, assistência médica, seguro e propriedade.